# Station Kaplisze
Station Kaplisze is een spoorwegstation in de Poolse plaats Kaplisze.